# Brachydiceratherium
Il brachidiceraterio (gen. Brachydiceratherium) era un mammifero perissodattilo estinto, appartenente ai rinoceronti. Visse tra l'Oligocene superiore e il Miocene inferiore (circa 25 - 20 milioni di anni fa) e i suoi resti fossili sono stati ritrovati in Europa.

## Descrizione
Questo animale era di grandi dimensioni, e la mole doveva essere simile a quella dell'attuale rinoceronte nero. Al contrario delle forme attuali, però, Brachydiceratherium possedeva un aspetto più massiccio, a causa delle ossa distali delle zampe dalla forma insolitamente corta e robusta. Il cranio di questo animale era lungo e stretto, e portava un piccolo corno sul muso. L'apice del muso era allargato, come si evince dalla sinfisi mandibolare ampia, ed era dotato di incisivi inferiori fortemente incurvati. I molari erano larghi e a corona bassa (brachidonti).

## Classificazione
Brachydiceratherium è uno dei più antichi rappresentanti di una peculiare linea evolutiva di rinoceronti noti come teleoceratini; questi animali differivano alle forme attuali per la mole pesante e le zampe notevolmente accorciate. La specie più nota di Brachydiceratherium è B. lemanense, i cui resti fossili sono stati ritrovati principalmente in Francia. Altre forme simili sono Diaceratherium e Prosantorhinus.

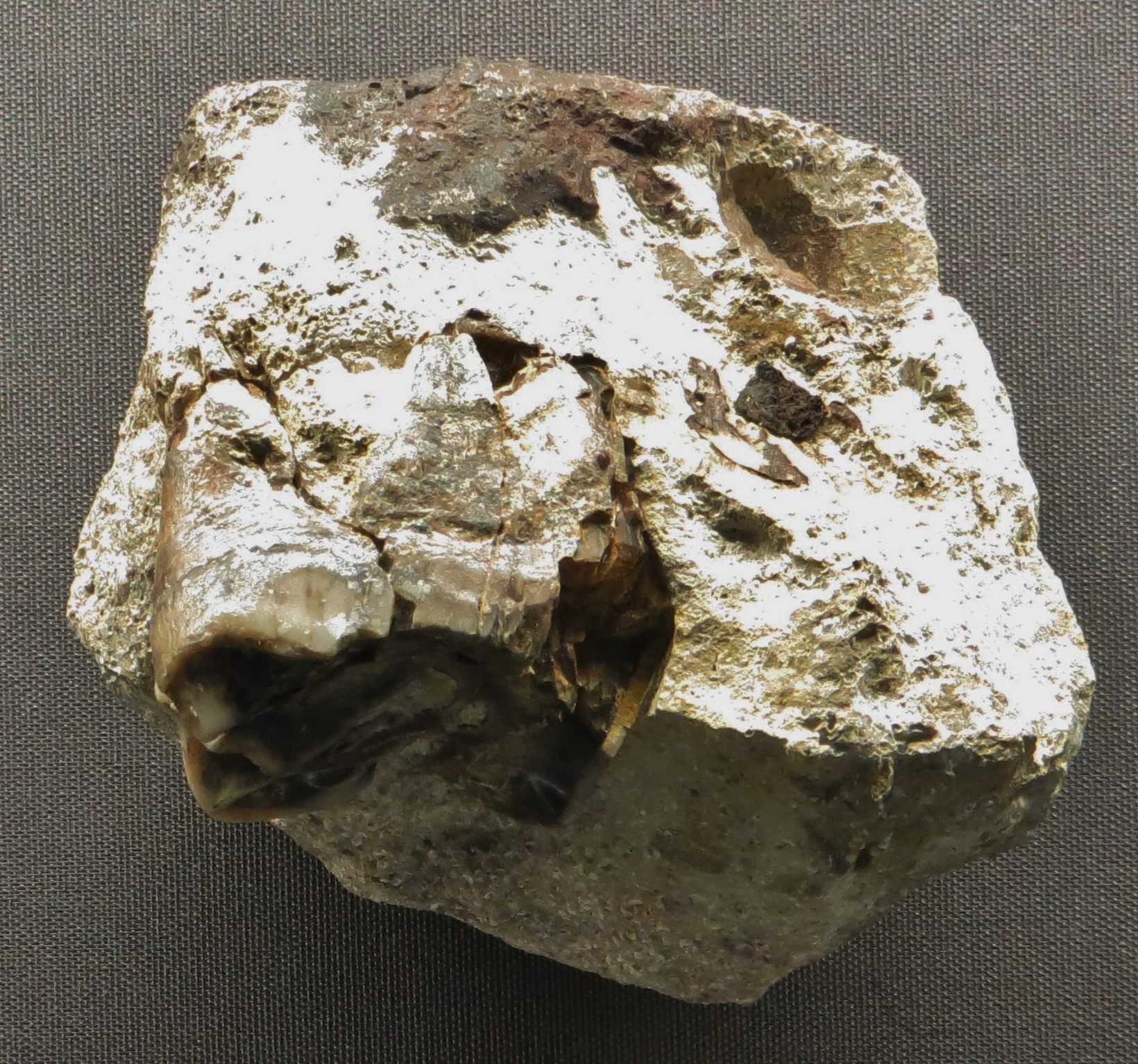
Molare superiore di Brachydiceratherium lemanense

## Paleobiologia
I denti a corona bassa, così come le corte zampe, indicano che Brachydiceratherium probabilmente aveva uno stile di vita simile a quello degli odierni tapiri, e passava la maggior parte del tempo nelle acque basse dei fiumi e dei laghi brucando la tenera vegetazione delle rive. 